# Svinö, Esbo
Svinö med Skatan (finska: Suino) är en ö i Finland. Den ligger i Finska viken och i kommunen Esbo i den ekonomiska regionen  Helsingfors i landskapet Nyland, i den södra delen av landet. Ön ligger omkring 13 kilometer väster om Helsingfors.
Öns area är 1,43 kvadratkilometer och dess största längd är 2,2 kilometer i öst-västlig riktning.

## Sammansmälta delöar
- Svinö 60°07′39″N 24°42′48″Ö / 60.12744°N 24.71328°Ö
- Skatan 60°07′52″N 24°43′18″Ö / 60.13118°N 24.72174°Ö

## Klimat
Inlandsklimat råder i trakten. Årsmedeltemperaturen i trakten är 5 °C. Den varmaste månaden är augusti, då medeltemperaturen är 16 °C, och den kallaste är januari, med −6 °C.